# Донібер Алешандер Марангон
Донібе́р Алеша́ндер Маранго́н, відоміший як До́ні (порт. Doniéber Alexander Marangon; нар. 22 жовтня 1979, Жундіаї, Бразилія) — колишній бразильський футболіст, воротар.

## Кар'єра

### Клубна
Доні почав свою кар'єру 1999 року в клубі «Ботафого». Потім виступав за «Коринтіанс», де зіграв 59 матчів за два роки. У 2004 році перейшов в «Сантуса», де не зміг пробитися до складу, потім перебрався в «Крузейру», де також пробув недовго.

#### «Рома»
2005 року прийшов в «Жувентуде», де відразу став основним воротарем. Показуючи хороший рівень гри, потрапив у поле зору італійської «Роми», яка придбала його 31 серпня того ж року — в останній день літнього трансферного вікна.
Спочатку в першому своєму сезоні за римлян Доні програвав боротьбу за місце в воротах гравцеві італійської молодіжної збірної Джанлука Курчі, але незабаром витіснив його зі складу. У сезоні 2007/08 добре проявив себе, ставши одним з найкращих воротарів Серії A.

#### «Ліверпуль»
15 липня 2011 року підписав контракт з англійським «Ліверпуль».
За нову команду Доні дебютував 7 квітня 2012 року у домашньому матчі з «Астон Віллою». У наступній своїй грі, яка відбулася за три дні, голкіпер отримав червону картку, збивши суперника, який виходив з ним один на один.

### Міжнародна
Дебютував за збірну Бразилії 5 червня 2007 року в товариському матчі проти Туреччини.
Був основним воротарем збірної на Кубку Америки 2007 (витіснив зі складу Елтона), провів всі шість матчів, три з них відстояв на нуль, а також відбив два пенальті в післяматчевій серії проти Уругваю в півфіналі. У фіналі проти Аргентини бразильці перемогли 3:0, і Доні можна назвати одним з корисних гравців того турніру.

## Досягнення
«Коринтіанс»
- Володар кубка Бразилії: 2002
- Переможець турніру Ріо-Сан-Паулу: 2002
- Чемпіон штату Сан-Паулу: 2003

«Рома»
- Володар кубка Італії: 2006-07, 2007-08
- Володар суперкубка Італії: 2008

«Ліверпуль»
- Володар Кубка Футбольної ліги: 2012

Збірна Бразилії
- Переможець Кубка Америки: 2007